# Metrotwit
Metrotwit - программа twitter-клиент для Windows. Требует для работы наличия .NET Framework 4.0, скачивает и устанавливает .NET Framework если она к тому времени ещё не установлена.

## О программе
Интерфейс программы напоминает TweetDeck и состоит из одной или более колонок (их количество и ширина каждой, как и ширина всего окна, гибко настраиваются). Программа позволяет:
- автоматически загружать изображения с жёсткого диска при помощи сервиса TwitPic
- автоматически сокращать веб-адреса с помощью гостевого или настроенного вручную аккаунта Bit.ly
- не вводить логин и пароль от своего твиттер-аккаунта напрямую в клиент (в отличие от TweetDeck)
- корректно просматривать профили пользователей, заполненные с помощью русских и прочих символов (в отличие от TweetDeck)
- не вводить полностью ник подписчика - при введении символа @ и первого символа клиент показывает выпадающий список из совпадений
- видеть дату регистрации аккаунта (в отличие от TweetDeck)
- использовать TwitLonger в случае превышения твитом порога в 140 (аналог Deck.ly в TweetDeck)
- просматривать фото со специализированных хостингов (проверено на TwitPic и Imgur) без браузера
- просматривать ролики с YouTube без браузера (включая адреса с домена Youtu.be)
- работать со списками, поиском, добавить списки пользователей, профиль пользователя или поиск как колонку главного окна наравне с лентой сообщений и упоминаний (пиктограмма справа вверху с надписью "Pin as column")
- выбирать между ретвитом старого и нового типов
- просматривать длинные варианты ссылок Bit.ly, Goo.gl, Ow.ly, J.mp, T.co (ссылки, сокращённые последним сервисом, сразу отображаются в длинном варианте и не требуют навести на них курсор)
- и другие мелкие функции, например смену цветовой гаммы интерфейса, настройку звукового оформления, положение всплывающих уведомлений о твитах на экране и т.п.

Metrotwit не позволяет, в отличие от TweetDeck, на данный момент добавлять в твит информацию о геопозиционировании и работать сразу с несколькими твиттер-аккаунтами. Но, в отличие от TweetDeck, он работает значительно быстрее и имеет минималистический интерфейс.
5 марта 2014 года Metrotwit стала недоступна для скачивания в связи с закрытием проекта.